# Concattedrale di Santa Maria Assunta (Matelica)
La chiesa di Santa Maria Assunta è la chiesa principale di Matelica e concattedrale della diocesi di Fabriano-Matelica.

## Storia e descrizione
La prima cattedrale di Matelica era stata eretta nel cuore storico della città. Essa decadde quando venne meno la sede vescovile e fu demolita nel 1530. Ad essa era già subentrata verso la metà del XV secolo la chiesa di Santa Maria della Piazza, che poi divenne cattedrale con il nome di Santa Maria Assunta nel 1785. Al di là delle supposizioni, per altro logiche, secondo le quali la posizione attuale non corrisponde a quell'originaria, come l'antico e primitivo campanile della fine del XV secolo starebbe a dimostrare con la sua posizione irregolare rispetto al resto del complesso, gli interventi di ristrutturazione eseguiti nel tempo non hanno sempre rispettosamente conservato la fisionomia preesistente. Nel 1925 viene intrapresa un'ultima ristrutturazione, che interessò l'interno, dovuta all'architetto Giuseppe Castellucci, terminata nel 1928. 
La facciata moderna, piuttosto singolare, presenta due corpi laterali in cui si aprono due portali sormontati da bifore, ed un corpo centrale che è praticamente costituito dalla base del campanile del 1474, opera di Costantino e Giovanni Battista da Lugano, con due piani aperti da doppie monofore. 
L'interno è a tre navate divise da pilastri, con cupola, caratterizzato da un aspetto brunelleschiano dato dal Castellucci che però risulta avulso dalla cultura architettonica locale. 
La concattedrale può vantare la presenza di diverse opere d'arte: una Pietà in terracotta policroma di influenza tedesca e nella stessa cappella che da essa prende il nome due telette con San Girolamo e Santa Caterina d'Alessandria di Giuseppe Bastiani; due tele di Ernst Van Schayck con la Madonna con Bambino, san Carlo Borromeo e sant'Adriano, datata 1614, e con l'Immacolata adorata da san Giovanni Evangelista, san Carlo Borromeo e san Nicola da Tolentino probabilmente degli stessi anni nella navata sinistra; una tela secentesca con San Biagio che guarisce un bambino, attribuita a Giulio Lazzarelli, nella cappella adorna di stucchi a destra dell'abside, e un piccolo e prezioso Crocifisso settecentesco in legno e argento del forlivese Giovanni Giardini. All'altare della sacrestia è invece un Sant'Andrea condotto al martirio firmato da Giuseppe Bastiani e probabilmente dell'inizio del secondo decennio del Seicento.
Per la cattedrale Lorenzo de Carris detto il Giuda aveva realizzato una pala smembrata nell'Ottocento prima del 1873, la cosiddetta Pala Turelli, eseguita per Mattia Turelli tra 1493 e 1494: la tavola centrale oggi in collezione privata rappresenta la Madonna col Bambino in trono tra i Santi Nicola di Bari e Francesco, superiormente era la lunetta con la Crociissione oggi conservata, ritagliata, nel Museo Piersanti di Matelica, mentre ai lati, nei pilastrini, erano almeno sei figure di Santi trafugati dal Museo Piersanti nel 1976, dei quali fu recuperato nel 1988 solo un San Sebastiano. Nella predella dovevano essere raffigurati i Dodici Apostoli.